# Teresa Bandettini
Teresa Bandettini (Lucca, 11 d'agost de 1763 - íd., 5 d'abril de 1837) fou una escriptora italiana.
Tot i que no va accedir a un ensenyament regular, llegia els clàssics. De jove es va dedicar al ball, professió que va deixar als 30 anys quan es casà amb Landucci. És llavors quan es dedicà a la poesia, duent a terme sessions d'improvisació, que eren molt valorades.
Al 1794 va ser acollida a l'Accademia dell'Arcadia, on prengué el nom d'Amarilli Etrusca, i va ser premiada a Roma, Perusa, Mantua… Els escriptors Parini, Monti, Pindemonte i Alfieri li van dedicar versos. Un cop retornada a Lucca, va ser admesa al saló de casa de la Marchesa Eleonora Bernardini, i va ser rebuda com a membre a l'Accademia degli Oscuri, que li van concedir un bust de marbre.
L'escola neoclàssica de la seva obra, pròpia del seu temps, la va fer una decidida enemiga del moviment romàntic que s'obria pas. Les seves obres són: Rime estemporanee, publicat a Verona el 1801; Poesie varie, publicat el 1786; Poesie diverse, publicat al 1788; La morte di Adone (1790) i La Teseide (1805), entre d'altres. També va fer la traducció de Posthomèriques de Quint d'Esmirna, del s. IV.